# Víctor Elizalde
Víctor Elizalde fue un militar argentino que participó de la llamada "Guerra Grande" y la lucha contra las fuerzas de Gran Bretaña y Francia que pretendían forzar el paso del río Paraná.

## Biografía
Víctor J.Elizalde nació en Buenos Aires el 22 de diciembre de 1821, hijo de José Fernando Elizalde y Martina Mejías.
En 1839 ingresó en el ejército de la Confederación Argentina con el grado de subteniente y en 1841 pasó a la armada con el grado de guardiamarina, siendo asignado al bergantín General Belgrano nave insignia de la nueva escuadra que comandada por Guillermo Brown se dirigía a bloquear el puerto de Montevideo y combatir a la escuadra riverista en el marco de la Guerra Grande.
Intervino en varios combates en aguas de Montevideo y en otros contra José Garibaldi en 1844.
Marchó a la isla Martín García a las órdenes del coronel Francisco Crespo para hacerse cargo de la artillería.
Durante el Bloqueo anglo-francés del Río de la Plata participó de la Batalla de la Vuelta de Obligado del 20 de noviembre de 1845 en la cual comandó la batería General Brown hasta que cayó gravemente herido.
Sin llegar a recuperarse se halló en los combates que se sucedieron para hostigar a la escuadra anglo-francesa entre ellos Tonelero y San Lorenzo.
En 1847 fue promovido a teniente de marina y desempeñándose como ayudante del general Lucio Norberto Mansilla.
En 1849 fue destinado al bergantín Mercedes y en 1850 al Julio.
En abril de 1851 fue nombrado 2° comandante de la escuadrilla sutil apostada en la boca del Riachuelo, pero al siguiente año obtuvo la baja del servicio.
Fue reincorporado en 1883 y pasó a la Comandancia General de Marina en 1888, siendo ascendido a teniente de navío en 1895. Falleció en su ciudad natal el 22 de mayo de 1909. Estuvo casado con Manuela Morón y en segundas nupcias con Mercedes Muñoz.